# イームズロボティクス
イームズロボティクス株式会社（英: EAMS ROBOTICS Co., Ltd.）は、福島県南相馬市に本社を置く日本のドローンメーカー。
2016年、テレビユー福島・MTS&プランニング・エンルートの共同出資にて株式会社enRouteM’sを設立する。2018年に国内メーカーとして新規参入、イームズロボティクス株式会社に社名変更する。2021年に福島県南相馬市に本社移転。

## 沿革
- 2012年 - テレビユー福島関連会社の、MTS&プランニング内にて、ドローンを使用した空撮業務に進出。
- 2013年 - 自治体の要請により、津波被害地域の復興工事積算業務の空撮を実施。
- 2015年 - 業務内容の拡大に伴い、株式会社エンルートと業務提携を結び、産業用ドローンビジネスへ本格進出。 エンルート社の国内販売代理店として、主要機体の販売とソリューションの提供を開始。福島市と協定を締結。「災害時における無人航空機による情報収集等に関する協定書」
- 2016年 - テレビユー福島・MTS&プランニング・エンルートの共同出資にて株式会社enRouteM'sを設立[2]。災害時の中継局にドローン活用。
- 2017年
  - 福島県浪江町の害獣対策プロジェクト[3]を開始。
  - 浜松医科大学、浜松市とエンルートラボにて協定[4]を結び、中山間地へ医薬品を搬送するプロジェクトを開始。
  - 経済産業省「IoT推進のための新ビジネス創出基盤整備事業」参画。
  - 構造物の新たな維持管理方法の確立へ。
  - ドローンを用いて構造物に水や補修剤を散布できる仕組みを構築。
  - 衛星「みちびき」利用のUAVによる物資輸送実験開始。
  - 10kmを超える長距離通信を実現する。
  - 長野県森林において松枯れ被害調査の実証試験を開始。[5]
  - NVIDIA  Jetson  Refernce  Platformsに登録。
  - 沖縄県総合防災訓練に参加。AIを搭載したUAVを実証を行う。
- 2018年
  - 国内ドローンメーカーとして新規参入。イームズロボティクス株式会社へ社名変更[1]。
  - 産業用UAV（測量・インフラ点検向け）開発、国内生産に着手。
  - 農業用UAV開発、国内生産に着手。
  - UGV、USV、ROVの開発に着手。
  - AI開発キットを研究機関向けに開発、提案の開始。
  - 全国各所にてパートナーネットワークと協力し、企業向けのデモフライトの実施。
  - 利用者向け講習サービスの実施。
  - 農業用途製品の開発に関し、EAMS JAPAN株式会社と事業提携。

- 2019年
  - 農薬散布ボート　USV ZR-6を発表。
  - 農薬散布ドローン UAV エアロスプレイヤーAS5IIを発表。
  - イームズドローンスクールを開校（JUIDA認定校）。
  - ドローンマッパーによる衝突回避・群制御アルゴリズム開発[6]に協力。
  - 沖縄地方非常通信協議会　受賞（救急・災害時ドローンプラットフォームネットワークに関して[7]）。
  - 準天頂衛星「みちびき」を活用したUGV開発・改造事業に着手。
  - 準天頂衛星「みちびき」を活用したユニット開発に着手。
  - 準天頂衛星「みちびき」を活用したUAVによる飛行実験を実施。
  - テロ対策 対処ドローンの開発に着手。
  - 下水道管点検用ドローンの開発に着手。
  - 自社製セルラーモジュール内蔵型フライトコントローラーの開発に着手。
  - リモートIDモジュールの開発に着手。

- 2020年
  - 株式会社イームズラボと合併。
  - イームズロボティクスR&Dセンターを設立。
  - ドローンによる高品質医療物流サービスの実現に向けた実証試験に参画（熊本赤十字病院と共同）。

- 2022年
  - 第28回 東北ニュービジネス大賞表彰　革新的技術開発賞[8]　受賞。
  - リモートIDソリューション[9] 発表。
  - 東京大学、佐川急便と共同でAiドローンによる物流実証実験を実施。[10]
  - 産業用ドローン向けLTE通信モジュールを開発、携帯電話会社３キャリアに対応した製品として販売開始。[11]
  - 共同印刷と『ドローン飛行情報確認システム』を共同構築、リモートIDソリューションサービスを開始。[12]
  - ドローンジャパンと共に『ドローンオープンプラットフォーム』[13]についてリリース。国内ドローン関連の製品・サービスの社会実装を加速するため、各ドローン関連企業の技術連携が可能なプロジェクトとしてスタート。
  - ジャパンドローン2022においてBest of Japand drone award 2022[14] 審査員特別賞を受賞。
  - ロボットものづくりスタートアップ支援投資事業有限責任組合（以下、「ロボットものづくりファンド」）、新日本空調株式会社より第三者割当増資を受ける。[15]

- 2023年
  - 都内におけるドローン物流サービスの社会実装を目指すプロジェクト[16]に選定。佐川急便株式会社、一般財団法人日本気象協会、株式会社サンドラッグと共同でドローンによる物資輸送の試験を開始。
  - 型式認証取得へ向けた取り組みを発表。
  - 新型ドローン「イームズ式E600-100型」、「イームズ式E6150TC型」を発表。
  - 経済産業省　中小企業イノベーション創出推進事業「行政ニーズ等に対応したドローンの開発・実証」[17]に採択。交付額上限は5ヶ年で約30億円。
  - 岐阜県中津川市にてドローン・自動配送ロボットとの連携を利用した配送[18]の実証実験を開始。

- 2024年
  - 2024年1月1日に発生した能登半島地震において、被災地でのドローンによる支援活動を開始。

## 企業理念・ロゴ

### 経営理念
Autonomous(自己自律的)はこれからの産業のキーワードとなる。イームズロボティクスはUAVを含めたすべての製品とソリューション提案によって「人間が行うには危険な仕事」「人間とって極めて重い労働」「多数の人数と労力、時間を必要とするもの」をロボティクス技術に置き換えていく。過疎化、高齢化の進む地方、人口減と経験者不足、そういった課題解決のため、技術のための技術ではなく、私たちは、社会に必要とされる「道具」としてのソーシャル・ロボティクス企業を目指す。

### ロゴ
ロゴにあるEAMSの略称は「Engineering for Autonomous Mobility and Systems」の頭文字。
UAVやUGVなどの自律飛行・自律走行できるガジェットを用いて、クライアントが抱える問題に対し、解決力を持って提案（ソリューション）をする会社というコンセプト。

## 製品
フライトコントローラーPixhawkを内蔵した国産ドローン。フライトコントローラーは機種により異なり、Pixhawk2.1、Pixhawk miniなどが主に使用される。Ardupilotの強みを活かした製品が特長である。

### 産業用UAV
- E470SU1（2020年）
- E470MP（2020年）
- E695MP（2020年）
- E6106FLMP（2021年）
- E6150MP（2023年）
- イームズ式 E-600-100型/第一種型式認証申請機種（2024年）
- イームズ式 E6150TC型/第二種型式認証申請機種（2024年）

### 農薬散布用UAV
- エアロスプレイヤー AS5（2019年）
- エアロスプレイヤー AS5Ⅱ（2020年）
- エアロスプレイヤー AS10（2020年）

### 小型UAV
- LAB445（2019年）

### 農薬散布USV（ラジコンボート）
- ZR-6（2020年）

### 付帯機器
- リモートID送信機 外付けタイプ（2022年）
- リモートID受信機 ソフトウェア付（2022年）
- 産業用ドローン向け LTE通信モジュール（2022年）

## サービス
イームズドローンスクール
一般社団法人JUIDA認定校として2020年に開校。2021年4月2日より、休校中。
イームズストア
自社ECサイト。主にLAB445など自作ドローンを取り扱っている。

## 事業拠点

### 本社
2016年、福島県福島市内にあるMTS＆プランニング内の一角に設立された。その後、2021年に福島県南相馬市へ移転した。

### R&Dセンター
埼玉県ふじみ野市に開発拠点としてR&Dセンターがある。